# Варнава Настић
Варнава (свјетовно име Војислав Настић; Гери, 31. јануар 1914 — манастир Беочин, 12. новембар 1964) је светац Српске православне цркве. Био је викарни епископ хвостански Српске православне цркве.

## Живот
У Сједињеним Америчким Државама је живио до своје осме године када је, по завршетку другог разреда основне школе, заједно са родитељима дошао у Сарајево. Овдје је наставио своје школовање и, са одличним успјехом, завршио основну школу и гимназију са вишим течајним испитом, а потом је, заједно са оцем, отишао у Охрид код епископа Николаја (Велимировића) да затражи благослов за упис на Богословски факултет у Београду.
Отац епископа Варнаве Атанасије је, по свједочењу Николаја Велимировића, „активно је учествовао у српском верском богомољачком покрету и материјално подржавао путовања њихових проповедника”. Послије краћег разговора и добијеног благослова, Атанасије је упознао владику Николаја и са синовљевом жељом да постане монах. Владика се овоме обрадовао, али му је, ипак, рекао „да за сада иде и студира, а да ће се он молити Господу да му испуни и другу жељу”. Тако се Војислав уписао на Богословски факултет у Београду.
Замонашен је 1940. у Милешеви. Митрополит дабробосански Петар га је рукоположио у чин јерођакона.
Други свјетски рат га је затекао у Сарајеву, гдје је остао у вријеме постојања НДХ. Анте Павелић му је у Загребу понудио да буде владика Хрватске православне цркве, што је он категорички одбио. Викарни владика хвостански постаје 1947. Рукоположен је у Београду. 
Осуђен је у марту 1948. на 10  или 11 година робије с тешким радом, под оптужбом за злочин издаје, слабљења економске и војне моћи наше земље, помагање терористичких банди, вршење непријатељске пропаганде и вршење шпијунаже у корист англо-американаца. Од комуниста му је стављено на терет што је своју сестру Добрилу научио енглески, како би могла  да дочека англо-американце. Кривично дјело шпијунаже му је монтирано, а састојало се у томе што је у своју кућу примио шофера УНРР-е који је довезао хуманитарну помоћ у Сарајево. Затворску казну је издржавао у зеничком затвору. Био је у најстрожој изолацији, у мрачној и влажној ћелији злогласне зграде 3/А. Комунисти су га одмах ошишали и обријали. Због слабе снаге и крхког здравља, одредили су му да учи браварски занат. Мучили су га глађу, жеђу и самоћом, како би га сломили. Недјељом и празницима је појао тропаре и друге црквене пјесме, што је тамничаре мотивисало да га још више и страшније кажњавају. Међу затвореницима је био омиљена личност, посебно међу интелектуалцима. Премјештају га 1949. у сријемскомитровачки затвор, заједно са још неколико српских интелектуалаца. Везали су их жицом, а владика је био везан за руку са једним католичким жупником. Када је воз стигао у Сријемску Митровицу, вагон са осуђеницима је одвојен од композиције и постављен је на споредни колосјек. Пошто су у току ноћи сви осуђеници заспали, полиција се повукла и закључала вагон. Око један сат након поноћи, на вагон у коме су се налазили осуђеници, који су чекали да буду спроведени у затвор, налетела је једна локомотива у пуној брзини.
Од пуног вагона осуђеника, само су једанаесторица преживела несрећу. Владика се спасио тако што је од удара излетио кроз прозор, заједно са везаним католичким жупником, који је на мјесту остао мртав. Владика је тада поломио обје ноге и једну руку. Лица на жељезничкој станици, на којој се десио смишљени комунистички злочин, потрчали су да пруже прву помоћ преживјелима, али их је полиција у томе спријечила. Сат времена касније стиже медицинска екипа, док су се поломљени осуђеници превртали и мучили на камењу и у вагону. Медицинску екипу је пратила патрола ОЗНА-е. Сви повријеђени су пребачени у срјемскомитровачку болницу.
Љекари су савјесно почели да врше хитне хируршке интервенције, али ОЗНА је након неколики сати дошла и забранила да се повријеђенима даље пружа љекарска помоћ. Владика се тада налазио на операционом столу. Пета му је била пробушена сврдлом, како би се у њу ставила метална шипка. Љекари су узалуд објашњавали погубност такве одлуке. Сви осуђеници су потрпани у камион, на голе даске каросерије. До затвора су вожени великом брзином по неравном и разлоканом путу, тако да двојица поломљених осуђеника умиру у пријевозу до затвора. Остали су одвезени у затворску болницу, а до болнице их возе коњском запрегом. У том затвору владика остаје неколико мјесеци, одакле је пребачен у Београд, па у београдски манастир Ваведење, гдје се опоравља скоро годину дана. Народ га је ту масовно посјећивао, па је наређен премјештај у манастир Гомионица код Бање Луке
До 1960. је у кућном притвору у Гомионици. Након издржане казне одлази у свету обитељ Крушедол, а одатле у Беочин гдје је и умро 12. новембра 1964. године под сумњивим околностима. По неким подацима, отров му је сипан у кафу. У манастир је често долазио Милан Вилић, шеф вјерске полиције за Србију. Имао је задатак да га убјеђује да измијени став према власти, коју су комунисти називали народном влашћу. То је било узалудно, јер је владика остао вјеран својим вјерским и народним идеалима.
На суђењу га је јавни тужилац Чедо Милојевић питао, да ли и Тита сматра аналфабетом, јер је у Саборној цркви у Сарајеву тако назвао све невјернике. Одговорио је да јесте. И он и сви други, који неће да знају за три слова, БОГ. У завршној ријечи на суђењу је рекао: Не изненађује ме то што ми судите и што је већ толико хришћана осуђено, јер то су Турци и Немци и усташе са нама чинили! 
Комунисти му нису дозволили да се врати на своју епархијску катедру. По свједочењу епископа сријемског Василија умро је након интервенције зубара, који му је ставио отров у зуб. Сахрањен је у манастиру Беочин.
Канонизован је, а посвећен му је Храм Светог Варнаве Хвостанског на Врањешу. Доживотни сарадник и секретар владике Варнаве је био Лазар Бабић, велики поштовалац српске добротворке Делфе Иванић.